# Schrattenthal (Herrschaft)
Die Herrschaft Schrattenthal war eine Grundherrschaft im Viertel unter dem Manhartsberg im Erzherzogtum Österreich unter der Enns, dem heutigen Niederösterreich.

## Ausdehnung
Die Herrschaft mit dem Burgstallerhof zu Unternalb umfasste zuletzt die Ortsobrigkeit über Schrattenthal, Obermarkersdorf, Pillerstorf und Platt. Der Sitz der Verwaltung befand sich im Schloss Schrattenthal.

## Geschichte
1662 kaufte der kaiserliche Hofkammerrat Johann Markus Freiherr Putz von Adlersthurn die Herrschaft von den Grafen von Prozy. Letzte Inhaberin der Allodialherrschaft war Leopoldine Gräfin von Attems (1807–1875), bis mit den Reformen 1848/1849 die Herrschaft aufgelöst wurde.